# CLANNAD (ゲーム)
『CLANNAD』（クラナド）は、Key制作による恋愛アドベンチャーゲーム。また、これを原作とするアニメ、コミック作品。少年少女の恋愛、友情・家族愛などのテーマを描き、いわゆる「泣きゲー」として支持を集めた。本項ではこのゲームを原作としてメディアミックス的展開がなされたアニメやコミックなどの作品群についても記述する。

## 概要
Key制作による三作目のアドベンチャーゲーム。学園内の恋愛劇だけではなく、友情や家族愛などもテーマとなる。またストーリーが「学園編」とその後の生活を描く「アフターストーリー」の二部構成になっているのも特徴である。前2作である『Kanon』、『AIR』が18禁のPCゲームとして発売されたのに対し、本作は全年齢対象のPCゲームとして2004年4月28日に発売された。人と人との「絆」をテーマに描かれた本作は『Kanon』・『AIR』に続き三たび大ヒット作となった。

### プラットフォーム
PC
オリジナル版はWindows用ソフトとして2004年4月28日に初回限定版が、8月6日に通常版が発売された。2008年2月29日に発売された『CLANNAD FULL VOICE』では、後述の家庭用移植版に準拠したキャラクターボイスの実装に加え、画面解像度の向上とイベントCGの追加がなされた。さらに、2010年5月28日には、『CLANNAD メモリアルエディション』 (全年齢対象/Windows 7対応)が発売された。
家庭用ゲーム機
PlayStation 2版（CEROレーティング15才以上対象）は、キャラクターボイスを実装しインターチャネル（現ガンホー・ワークス）より2006年2月23日に発売された。以降はプロトタイプより発売となり、Xbox 360版が2008年8月28日に、PlayStation 3が2011年4月21日に発売され、PC版よりも高解像度(1280x720)となり、BGMと一部音声が5.1ch化された。また有料ダウンロードコンテンツとして『光見守る坂道で』(後述)のボイスドラマを(挿絵を含めて)鑑賞できる。PlayStation 4版は2018年6月14日に発売された。シリーズ最高画質となる1920×1080ピクセルに対応し、新たに英語テキストとDangopedia(英字のみ)を収録した。Nintendo Switch版は2019年7月4日に発売され、PS4版と同じ要素を備える。またタッチスクリーン操作に完全対応となり、Joy-Conを外した本体のみ状態でもプレイ可能。他にJoy-Conをセットした携帯モード、テーブルモードにも対応するほか、TVモード/テーブルモード時のみ片手プレイも可能となった。
携帯ゲーム機
プロトタイプよりPSP版が2008年5月29日に発売された。フルボイスに対応の他、メモリーディスク機能と画面キャプチャー機能を搭載した。PlayStation Vita版は2014年8月14日に発売され、画面解像度はPSP版の4倍となる960x544ピクセルで表示できる。また色合い調整機能を搭載し、タッチスクリーン操作、PS Vita TVに対応した。
モバイルデバイス
携帯電話向けには、ソフトバンクモバイルのSoftBank 3G端末とNTTドコモのFOMA向けアプリが2007年1月16日に公開された。2012年9月18日にはプロトタイプからGoogle PlayにてAndroid版が配信。初期費用は100円だが、各ストーリーのルート確定につき、それ以降をプレイするのに追加購入（各250円）が必要。携帯電話向けと違い、画面解像度は800×480ピクセルで表示でき、主人公以外フルボイスである。

### メディアミックス
コミック
2005年から月刊コミックラッシュにみさき樹里作画の『CLANNAD オフィシャルコミック』が、2007年からは「電撃G's magazine」にてしゃあ作画の『CLANNAD』が連載され、それぞれ単行本化された。
また、公式外伝小説『CLANNAD 〜光見守る坂道で〜』が2005年12月に発売された。「電撃G's magazine」に掲載されていたショートストーリーに書き下ろしを追加したオフィシャルサイドエピソード集であり、原作シナリオを担当したライターにより執筆された。2007年にはこれのドラマCDがプロトタイプよりリリースされ、2010年にはPSP用ビジュアルサウンドノベルとして発売された。
アニメ
東映アニメーション制作の劇場用アニメと京都アニメーション制作のTVアニメシリーズ(1期・2期)の二つがある。劇場版とTVアニメシリーズは相互にストーリーの繋がりや世界観の共有はなく、別個にストーリーが完結する。
- 東映アニメーション制作による[注 2]劇場版アニメが2007年9月15日に公開され、東京単館（ミニシアター）公開作品の週末観客動員数ランキング（ぴあ調べ）で初登場第1位を記録した[6]。
- 京都アニメーション制作によるテレビアニメ[注 3]がTBS系列にて2007年10月4日から『CLANNAD』(第1期)が全23回、2008年10月2日から『CLANNAD 〜AFTER STORY〜』(第2期)が全24回で放送された。

その他
「CLANNAD」発売10周年を記念して、Key公式でCLANNAD 10th Anniversaryサイトが2013年に設置されている。「CLANNAD 10th Anniversary アート展」が2013年10月3 - 15日に中野ブロードウェイで開催され、2013年4月26日 - 5月27日23:59（JST時刻、応募期間）でpixivの場でイラストコンテストも開催された。「光の軌跡 〜CLANNAD 10th Anniversary Art Book〜」を2013年12月26日に発売されている。
2019年9月27日からスマホゲーム『セブンズストーリー』とのコラボレーションが開始された。
またスピンオフ作品に、本作ヒロインの1人である坂上智代との後日談を描いた18禁作品『智代アフター 〜It's a Wonderful Life〜』がある。

## ストーリー
ある町を舞台にして起こる、主人公と、主人公が通う学園で出逢うヒロイン達との交流と成長の物語。学園について、ゲーム本編においては高等学校の課程にあることを特定できる描写はあるが、校名の描写はない。アニメ（劇場版・テレビアニメ）、『CLANNAD オフィシャルコミック』（みさき樹里作画）およびネットラジオでは、「私立光坂（ひかりざか）高等学校」という校名の描写がある。
以下、原作のストーリーについて説明する。
学園編
怪我でバスケットボールを断念し不良となっていた主人公の岡崎 朋也は、ある日学園前の坂道で女子生徒の古河 渚と出会う。渚は演劇部の復活を目指しており、朋也が教師幸村俊夫の働きかけで出会った友人の春原 陽平、その他ヒロインらが演劇部の再建に協力していく経緯を軸に、各キャラクターのルートに分岐して物語が進められる（演劇部が関与しないルートもある）。

ゲームにおけるルートの性質上、各キャラクターのルートについての詳細は#登場人物の項を参照のこと。

AFTER STORY
高校を卒業した岡崎 朋也と遅れて卒業したヒロイン古河 渚のその後を描いたものである。
朋也は卒業後、芳野 祐介の所属している電気工事会社に就職する。渚は病気がちで留年を繰り返しながらも朋也に遅れて1年後に学園卒業を成す。父・直幸の問題により、朋也の会社での出世は果たせなくなるものの、それが朋也と渚が結婚するきっかけとなる。結婚後、渚は岡崎 汐を出産するものの、母親である渚が出産後に死亡する。その後、あまりの虚無感から朋也は育児できず、母方の祖父・祖母である古河 秋生、古河 早苗が5年ほど汐の育児をする。
その後早苗の計画により、朋也は汐と二人で直幸の故郷へ旅行し、祖母の岡崎 史乃と面会。祖母は直幸の過去を語り、これにより朋也と直幸は和解した。その後、朋也が汐を引き取り育児を始めるも、汐は病気がちとなり、旅行に出かけた冬の日、雪の中で倒れる。
その一方で、朋也に関係した人達の問題を解決していき、各ルートを攻略することで得られる「光の玉」を拾っていく事により、終盤の世界が入れ替わるきっかけとなっていく。

幻想世界
終盤の世界における入れ替わるきっかけのヒントとなり、所々で挿入されている。本編とは無関係の様に見えるが、終盤になって（ゲームではクリア後のタイトルにおいて）ここに登場する少女が出てくる。主観の登場人物はおもちゃのロボットで表現されている。アニメ版では幻想少女との会話もしている。

## 登場人物
2004年発売のPC版、携帯アプリ版は声が収録されていないため、声優はPlayStation 2版・ドラマCD・映像化作品およびPCフルボイス版等のキャスティングを記載している。
岡崎 朋也（おかざき ともや）
声 - なし（ゲーム全般） / 伊藤健太郎（PS2版特典DVD） / 遠近孝一（ラジオCM）/ 野島健児（ドラマCD・劇場版） / 中村悠一（TVアニメ）
少年時代の声 - 水沢史絵（ドラマCD） / 大浦冬華（TVアニメ）
10月30日生まれ。身長173cm、体重61kg。血液型はA型。
本作の主人公。高校3年生。クラスはD組。幼い頃に母・敦子を交通事故で亡くしてから、父・直幸と2人暮らし。運動神経がよく、中学時代はバスケ部の部長であり、バスケットボールの特待生として高校に入学した。が、父親との喧嘩で右肩を負傷して選手生命を絶たれたため、今は部活動はしていない。実生活にあまり支障はないが、右腕を肩から上に上げる事が出来ない。
遅刻や授業怠業程度の不良行為を行っており、周囲から不良と見なされて敬遠されており、自身も他者との交流を避けていることから学内で友人関係にあるのは杏や春原ぐらいである。女子生徒の隠れファンは多いが、あまり接点がない。渚や他のヒロインと行動して行く内に次第に学校へと登校するようになり、学内の生徒とも次第に打ち解けていく。
自堕落で影のある部分が目立つが、根は真面目で陽気な性格であり、作中では常識人な方なので普段はツッコミ役に回ることが多い。また、他者の問題には積極的に関わって解決に協力する。反面、自身の現実からは常に逃げ続けている。父と不仲であるため放課後は大抵春原の部屋に入り浸る。渚ルートでは後に古河家に居候することになる。
AFTER STORYでは卒業後、古河家のパン屋を手伝いながら引き続き居候を続けていたが、一念発起して祐介を頼って電気工となり、渚とアパートで同棲を始め、後に結婚して娘の汐をもうける。アニメ版では渚と同棲を始めるのが結婚後に変更されている。
古河 渚（ふるかわ なぎさ）
声 - 中原麻衣
12月24日生まれ。身長155cm、体重43kg。血液型はA型。スリーサイズはB80/W55/H81。Cカップ
本作のメインヒロイン。初登場時18歳。幼少時より病弱で、前年度も病気による長期欠席のため高校3年を留年していた。故に主人公およびクラスメイト達より1歳年上で、同級生はすでに卒業しているのでクラスでは孤立しがち。クラスはB組。
人見知りが激しく友人を作るのが苦手だが、ナンパされるほどに可愛らしい容貌である。外見の大きな特徴として2本のアホ毛を持つ。
真面目な性格で誰にでも丁寧口調で話すが気弱で、自分に自信を持てない。お人好しなうえに要領の悪く、話をうまく逸らされたり自分が損をしてしまうこともしばしば。反面頑固な面もあり、些細な不正や曲がったことを極端に嫌う。天然な面もあり、他の人物がすぐ気付くことにも中々気づかない。
AFTER STORYでは再び留年するも、更に1年通って無事高校を卒業。朋也と結婚して娘の汐をもうけ3人で幸せに暮らしていく。アニメ劇場版では、汐を出産直後に死亡する（TVアニメ版では汐を出産直後に死亡するが、最終話で朋也が渚の出産直後まで入れ替わった世界では無事に汐を出産し渚も生存している）。
「食べたいものの名前（例：あんパン）」を呼称することで自身を鼓舞する癖がある。しかし主人公と出会ってからはこの癖も無くなっていく。
作中で一昔前に流行していた「だんご大家族」というキャラクターには並々ならぬこだわりを見せる。
経験は全くないが演劇に興味を持っており、廃部状態にある演劇部の再興を当面の目標としているが、スポーツは苦手。
テーマ曲は「渚」。
藤林 杏（ふじばやし きょう）
声 - 広橋涼
9月9日生まれ。身長160cm、体重46kg。血液型はO型。スリーサイズはB82/W56/H82。Dカップ。
ヒロインの一人。初登場時17歳。2年の時は主人公と同じクラスで、本年度はE組の委員長。椋の双子の姉。
勝ち気で男勝りな性格。スポーツが得意で面倒見の良いところから女子に人気があり、大量のラブレターをもらっており、全てに返事を書く。しかし男子からは1通ももらったことがない。料理が得意だが、字は下手。
かなりのおせっかい焼きで、不良生徒である主人公や春原を下の名前で呼んで気兼ねなく話しかけるなど、何かと交流がある。歯に衣着せぬ物言いをし、怒ると遠距離から辞典を投げつける。妹想いであり椋に危害を加える者には容赦をしない。
椋が主人公に想いを寄せているのを知っており後押しすることがあるが、自身も彼のことが気になっている。ウソをつくのは苦手。
妹の椋と同じく委員長だが、不真面目で遅刻が多く授業や委員会をサボってしまうことも多々あるうえ、禁止されているバイク登校をしている。
ウリボウであるボタン（声：川名真知子）をペットにしている。進路に幼稚園の先生を考えている。
AFTER STORYでの高校卒業後は希望通りに幼稚園の先生となり、汐の担任になった。ボタンも成長して幼稚園のペットとして庭で園児と遊んでいる。
テーマ曲は「それは風のように」。
一ノ瀬 ことみ（いちのせ ことみ）
声 - 能登麻美子
5月13日生まれ。身長160cm、体重48kg。血液型はA型。スリーサイズはB88/W58/H85。Gカップ。
ヒロインの一人。初登場時17歳。クラスはA組。世界的に有名な理論物理学者の父母（鴻太朗・水恵）を持ち、本人も英語の専門書を読みこなす才媛。料理も得意。
全国でもトップレベルの学力を誇り、進学実績を挙げることを条件に授業の欠席を黙認されており、必要な授業以外は独学で図書室で勉強している。昼食は一般生徒と鉢合わせぬよう時間をずらし、飲食禁止の図書室で自身の手作り弁当を食べる。
おっとりとした性格で、語尾に終助詞の「なの」をつける話し方が特徴。「いじめっ子」が口癖。ハサミで図書室や書店の本からページを無断で切り抜くなど、浮世離れした行動が見られる。読書に没頭していると「ことみちゃん」と呼ばれない限り一切反応しない。幼い頃に習っていたヴァイオリンを弾くのが好きだが、他人には不快な騒音にしか聞こえない。また漫才のツッコミや古典的なダジャレも好きでよく披露している。スポーツにも積極的であり、持ち前の頭脳による科学的思考で打開策を見出すこともある。
両親とは死別しており、その前に両親に投げかけた言葉を未だに後悔し続けトラウマになっている。バスと乗用車が衝突した事故現場を見た際にそのトラウマが蘇り、一時期不登校になり、学校を辞めかけたが、主人公達に支えられ、立ち直ることが出来、以前よりも明るい性格になった。
実は主人公とは小学生の頃に対面していた幼馴染であり、その頃は彼に好意を抱いていた。
折に触れてロバート・F・ヤングの短編小説『たんぽぽ娘』の一節を口にする。
アニメ版AFTER STORYでは卒業後にアメリカへ留学し、両親の研究を引き継いでいる。最終回ではスポーツカーに乗っている様子が描かれた。
ことみの名前は「世界は琴に満ちている（作中における超弦理論の表現）」、「K&M（両親の名前のイニシャル）」、「誕生日は5月13日」からきている。
テーマ曲は「Étude pour les petites supercordes」。
坂上 智代（さかがみ ともよ）
声 - 桑島法子
10月14日生まれ。身長161cm、体重47kg。血液型はO型。スリーサイズはB86/W57/H82。Fカップ。
ヒロインの一人。初登場時16歳。2年生になった春に転校してきた。クラスはB組。卓越した足技を持ち、以前は喧嘩を繰り返していたため、近隣の不良生徒には畏怖や怨恨を抱かれている。
転校を機に女の子らしく過ごすと心に決めているが、ちょっかいを出してくる春原にだけは容赦なく実力を行使する。春原を連続で蹴る際には格闘ゲームの如くヒット数が表示される。条件を満たせば最終的に最大64HITまで出る。アニメ版では1000HIT近いヒット数を叩き出している。成績は優秀で、スポーツ経験がないにもかかわらず運動神経も抜群に良いと文武両道だが、精神面では年相応に未熟な部分もある。料理も得意。
生徒会長を目指しているため自他共に不正や惰性を許さず、運動部からの勧誘も断っている。また、以前初の女子生徒会長であり全校生徒の無遅刻無欠席の偉業を達成していて現在男子寮の寮母をしている相楽美佐枝に生徒会長の心得をアドバイスをしてもらっている。そして一度決めたことには決して譲らず、好きなことに関しては盲目的になる。
主人公が気になっており、よく下校時に誘っている。
真面目だが主人公ら上級生に対しての言動に後輩らしさがない。
視力が悪く眼鏡を掛けることもある。コンタクトレンズを勧められたが恐怖心のため固辞した。鷹文という弟がいる。
以前荒れていたのは両親の仲が悪かったため。両親の離婚が決まった際に弟が自殺未遂を起こし、それ以来家族関係が改善。その時に家族で歩いて見た桜並木の伐採計画を撤回させるために生徒会長を目指している。
アニメ版AFTER STORYの最終回では海辺にいる姿が描かれている。
テーマ曲は「彼女の本気」。
伊吹 風子（いぶき ふうこ）
声 - 野中藍
7月20日生まれ。身長150cm、体重41kg。血液型はB型。スリーサイズはB78/W54/H79。Aカップ。
ヒロインの一人。初登場時15歳。クラスはB組。ヒトデ好きで、姉である公子の結婚式にたくさんの人に祝ってもらうため、自分が彫ったヒトデの彫刻を多くの人に渡している。不器用なため彫っている時に彫刻刀で怪我をし、手に包帯を巻いている。
外見が小柄で一見大人しそうだが独特の感性を持っており、言葉は丁寧だが珍妙な言動が多く、毒舌家で相当の頑固者。会話を重ねるうち言動が矛盾し、特に主人公とは会話が成立しないばかりか失礼な物言いをすることもしばしば。自分のヒトデの彫刻のことを考えるだけで自己陶酔して無防備になり、その間は何をされても気付かない。この時悪戯をする選択肢が出て、回数を重ねる毎に悪戯のレベルが上がっていく。全て極めると「風子マスター」の称号が得られる。
「最悪です」が口癖で、ことあるごとに大人の女性であると主張しているが、小学生か中学生並みの外見と同様に性格、嗜好も子供っぽい。スポーツが苦手。
実は本人は高校入学前に交通事故で意識不明になり、今も入院している。学校に出没しているのは上述の理由から学校に現れた生き霊とでも言うべき存在。そのため、目的が果たされていくと関係の薄かった人間から順に認識されなくなっていき、関わった記憶も消えていく。また、入院している風子本体を知っている人間には全く認識されない。そのため、公子には最初から認識されず、正体を確かめるために病院にいった春原はその瞬間に記憶が消えた。最終的に全ての人間から風子と関わった記憶は消滅したが、完全には消えず、公子の結婚式には多くの生徒が参列し、結婚式後も風子の話題でもちきりとなる。条件を満たせば別ルートでも時々脈絡もなく現れては意味不明な行動を取って去っていくようになる。アニメ第1期でも同様。生き霊ではない風子本人はAFTER STORYで汐が生まれてから5年後に意識が戻り、汐と友達になる。
テーマ曲は「は〜りぃすたーふぃっしゅ」。
宮沢 有紀寧（みやざわ ゆきね）
声 - 榎本温子
8月7日生まれ。身長157cm、体重45kg。血液型はA型。
初登場時16歳。2年生で、図書室に附属する倉庫として扱われている資料室によく駐留している。アホ毛が1本ある。
飲み物や軽食などを振る舞い、資料室の来訪者をもてなしている。持ち前の温厚な性格から誰とでも仲良くするので、校外の不良たちからも慕われている。
資料室に保管されている雑誌などからピックアップしたおまじないを主人公らに教えるが、それらは必ず成功してしまう。
成績は優秀で、おっとりした外見にもかかわらずスポーツも得意である。もともと主人公を「先輩」と呼ぶという設定があったが、本編ではそう呼ぶことはない。主人公に何者かの面影を重ねている節がある。
彼女の兄である宮沢和人は対立グループも一目置く、地元の不良グループのリーダーであったが既に死亡。兄を恐れて兄から距離を置いていたが、兄の死後、兄の生き方を理解しようとグループの人間達と交流を深め、それが現在の生き方に繋がっている。
アニメ版AFTER STORYのEDでは不良グループの溜まり場の店で働いている姿が描かれている。
なお、彼女はサブヒロインであるがテーマ曲も用意されており、通常版のパッケージには5人のヒロインと共に描かれている。
『CLANNAD -光見守る坂道で-』の智代編で智代に鉄パイプを投げて寄越したのは、不良の一人から「カズさん」と呼ばれていたことから、彼女の兄である宮沢和人と思われる（智代を前にしても動じなかったということも考慮して）。
テーマ曲は「資料室のお茶会」。
藤林 椋（ふじばやし りょう）
声 - 神田朱未
9月9日生まれ。身長159cm、体重47kg。血液型はO型。
初登場時17歳。杏の双子の妹で主人公のクラスの委員長。遅刻、怠業の常習犯である主人公と春原を出席させるために苦労している。
双子の姉の杏が主人公や春原から下の名前で呼ばれるのに対し、彼女は苗字で呼ばれている。
目と髪型を除けば杏との外見上の差異はほとんどないが姉と正反対であり、真面目で引っ込み思案なおとなしい性格。さらにスポーツや料理は苦手である。作中にバストサイズが杏より大きいという描写があるが、3サイズの設定が公表されていないため詳細は不明。
占いについて造詣が深く、それらの話題の時は饒舌となる。得意とするトランプを用いた独特の占いにはいつも女子生徒が列をなす。占いの結果は必ず外れるが、言い換えれば反対の解釈で必ず的中する。ルート次第で主人公からプレゼントされたタロットを使うようになってからは的中率が高くなった。特に杏ルートで自分と主人公のことを占った時にはほぼ100%現在の状況を言い当てた。
主人公に想いを寄せており、彼が他の女性と居たりすると表情を曇らせる。とはいえ、渚達との仲は良い。
ボタンを風呂に入れようとした時に食べられると勘違いされ、恐れられてしまっている。
攻略可能キャラの中で彼女のEDのみ、グランドフィナーレの条件に一切関係がない。
看護学校への進学を考えていて、病院でアルバイトしている。アニメ版AFTER STORYの最終回では看護師として働いてる姿が描かれた。
春原 陽平（すのはら ようへい）
声 - 阪口大助
2月17日生まれ。身長167cm、体重55kg。血液型はAB型。
初登場時17歳。主人公の悪友で同級生。サッカーのスポーツ推薦で入学したが、サッカー部の先輩との折り合いが悪く不仲を起こし、追放同然に退部した後は自堕落な学生生活を送っている。また、同じ頃主人公も別に暴力事件を起こしており、主人公と春原は生徒指導の幸村先生によって引き合わされ、二人は出会いお互いの顔のアザや怪我を見たとたん笑いが止まらなくなり爆笑した。それがキッカケで二人はいつも一緒に行動している。またスポーツ推薦のため運動神経は優れている。実家が東北地方であるため運動部用の寮に強引に住み続けている。
主人公とあわせて不良コンビとして悪名が立っているがことを荒立てることを嫌うので、周囲からは「ヘタレ」のレッテルを貼られ、不用意な言動が原因で他者から痛い目に遭わされたり、いらぬ誤解をされることが多い。しかし心身とも丈夫で立ち直りは早い。
元々黒の頭髪を染髪して金髪にしている。妹の芽衣に対しては普段邪険に扱っているが、大切に思っている。異性に対する興味が旺盛で、魅力的な女子を見つけてはすぐナンパしたがる。
勉強は苦手だが、関心事に対する集中力には目を見張るところがある。また、鋭い一面を見せたり的を射た発言や主人公の悩みに助言をすることも。
AFTER STORYでの高校卒業後は地元に戻ってきちんと就職を果たし、頭髪も黒に戻した。主人公との仲も相変わらずで、渚の卒業式にもきっちり仕事の都合を付けて出席している。アニメ版AFTER STORYの最終回では四苦八苦しながらも、運転免許証を取得しようとする姿が描かれている。
相楽 美佐枝（さがら みさえ）
声 - 雪野五月
4月3日生まれ。身長166cm、体重50kg。血液型はB型。
主人公の学校のOGで、都内の短大を卒業後に春原の住む男子寮の寮母になった。寮生からは頼られるのと同時に、規律に厳しい一面から恐れられている。
面倒見が良く、他人に物事を頼まれると断れないところがある。
規律を守らない寮生へのしつけとして、主人公に提案され体罰にプロレス技を使用するようになる。
女子初の生徒会長を務めていた時期に全生徒に一週間遅刻や欠席をさせなかったという快挙を成し遂げており、生徒会長を目指す智代に尊敬されている。
寮で猫を飼育しているが、命名していない。
志麻 賀津紀（しま かつき）
声 - 朴璐美 / 広橋涼（かぎなど・猫の姿）
美佐枝が高校時代に出会った年下の少年。
病院で入院している時に美佐枝に優しくしてもらったお礼に、願いを何でも1つ叶えると言ってきた。美佐枝の当時の友人である「サキ」と「ユキ」にからかわれたり、女装をさせられたこともある。
その正体は志麻賀津紀本人が飼っていた猫で、本当の志麻賀津紀は既に死亡。志麻賀津紀が入院中、美佐枝に励ましの言葉をかけられたことからその恩返しに人間の姿となって現れた。その交流の中で美佐枝と想いを深め、互いに両想いとなるが途中で自分の正体に思い出し、美佐枝の願いである「ずっと好きでいてください」と言う願いをかなえるため、猫の姿に戻って寮長となった美佐枝のそばにいる。
幸村 俊夫（こうむら としお）
声 - 青野武 / 多田野曜平（かぎなど）
8月27日生まれ。身長162cm、体重52kg。血液型はO型。
古典の教師。演劇部がまだ存在していた頃は演劇部の顧問をしていた。渚が演劇部を復活させようとしていた時には既に合唱部の顧問を頼まれていたが、その後の合唱部との諍いを経て演劇部、合唱部の顧問を掛け持ちするようになる。主人公らの卒業と同時に定年を迎えた。
過去は数々の武勇伝を持つと言われるほどの熱血教師だったが、今では飄々とした穏やかな性格になっている。
現在は老いているためか会話の受け答えが遅めである。朋也と春原を孤立させないよう、意図的に引き合わせたような節がある。
AFTER STORYでは主人公達の卒業と同時に定年退職を迎えており、余生を静かに過ごしている。
春原 芽衣（すのはら めい）
声 - 田村ゆかり
6月11日生まれ。身長152cm、体重42kg。血液型はA型。
春原の妹。13歳の中学2年生。
兄の生活が心配で寮を訪ねてくる。春原とは違ってしっかりした性格で世話焼き。運動神経もいい。
春原の自堕落な現状に頭を悩ませながらも、兄を慕っている。祐介の大ファンである。
アニメ版AFTER STORYの最終回ではより一層大人びた姿が描かれている。
柊 勝平（ひいらぎ かっぺい）
声 - 白石涼子
不明。身長165cm、体重52kg。血液型はB型。
バイトをしながら謎の旅を続けている神出鬼没な19歳の青年。
女性的な外見と声色のためよく女の子と間違われるが、本人は男らしく生きたいと思っている。極端な世間知らずで傍若無人なところがあり、アルバイトが長続きしない。たまにポエットめいたことをつぶやく。アニメ本編には登場しないが、Key作品のクロスオーバーアニメ「かぎなど」には登場した。

古河 秋生（ふるかわ あきお）
声 - 置鮎龍太郎
7月20日生まれ。身長175cm、体重68kg。血液型はB型。
渚の父親で古河パンを経営している。渚と同じ2本のアホ毛を持つ。ヘビースモーカーでいつも煙草を銜えている。
古河パンの販売品は彼が主につくっている。柄が悪く、他人に対し初対面でもほとんど敬語を使わなかったりと口が悪いが、家族思いでとても優しく、世話焼き。その無邪気な性格から誰からも好かれる人物。
趣味が子供っぽく、それに走り店番をさぼってしまうこともあるほか、溺愛する家族に対してもいたずらを行うこともある。地元で草野球チーム「古河ベイカーズ」の監督兼ピッチャーもしており、草野球EDと言う特殊エンディングもある他、AFTER STORYで主人公が渚との結婚の許しをもらいに来たときには野球勝負を挑んでいる。
主人公とは似た者同士で「小僧」「おっさん」と呼び合っていがみ合ったりもしているが、主人公もなんだかんだで野球や悪戯に付き合ったりと仲は良い。渚と結婚して家族と認めてからは「朋也」と呼ぶようになった。結婚直後のみ「お義父さん」「息子」と呼びあったが、お互いに鳥肌が立つほどの違和感があったのでやめた。
パンに関する不用意な発言で悲嘆した早苗を、売れ残りを咥え「俺は大好きだー！」と叫びながら追いかけるのが日常茶飯事で近所の風物詩にもなっている。
元演劇役者。じつは、渚は秋生のタバコを嫌っている。
古河 早苗（ふるかわ さなえ）
声 - 井上喜久子
10月5日生まれ。身長158cm、体重45kg。血液型はA型。
渚の母親で秋生の妻。夫婦で古河パンを経営するほか、自宅で近所の子供達相手に学習塾を開講している。渚の姉と間違われることもあるほど外見が若い。3本のアホ毛を持つ。
普段は子供っぽく泣き虫だが、肝心な時には頼りになる芯の強さと行動力を備えている。
普通の料理は好評だが、パンを作る時分になると煎餅入りのパンなど奇抜で独創的なものを生み出す。それらは毎回のように売れ残っている。しかしその事実を指摘されたりパンについて適正な批評を下されると早苗が悲嘆してしまうため、周囲ではごまかすことが暗黙の了解となっている。渚が幼い頃は教師だったが、渚が倒れて以来パン屋に転職。自らパンなら焼けると秋生に言ったが、全く焼けなかったため結局、秋生が一から勉強することとなった。今でも古河家の一室を使って子供達に勉強を教えている。
伊吹 公子（いぶき こうこ）
声 - 皆口裕子
1月18日生まれ。身長161cm、体重49kg。血液型はAB型。
風子の姉。3年前までは主人公の通う高校の美術教師だった。教え子だった祐介と婚約している。
渚の恩師でもあり、古河パンの常連客で今も交友が続いている。俊夫の教え子であり、彼を尊敬している。見た目通りおしとやかで優しい女性。
芳野 祐介（よしの ゆうすけ）
声 - 緑川光
12月5日生まれ。身長179cm、体重63kg。血液型はO型。
主人公たちの学校のOB。電気工として働いている。
かつてロックミュージシャンとして一度は成功したが、様々な事情から挫折して地元に戻り、今の仕事を始める。そのためたまにロックな魂を叫ぶ。
よく聞けばいいことを言っているのだが、台詞が臭かったり、程なくして以前言ったフレーズを言ったりするためしばしばギャグとなる。草野球ルートでは臭い台詞を言っている間にアウトにされている。プロになったら結婚するという約束を公子と高校時代にしており、今では公子と婚約している。また美佐枝と同時期に在学した先輩にあたり、問題児だったため因縁がある。
岡崎 直幸（おかざき なおゆき）
声 - 中博史
5月1日生まれ。身長170cm、体重60kg。血液型はA型。
朋也の父親。
妻の死後、朋也を一人で育ててきたが、生活が楽にならずに酒に溺れ、朋也に暴力を振るって選手生命を絶たせてしまった負い目から、以前は呼び捨てだったのが呼称付けで呼ぶなど疎遠状態に陥る。
AFTER STORYでは何らかの危ない取引を行ったため警察に逮捕され、朋也の昇進をフイにしてしまっている。汐が生まれてから5年後、史乃と会ってその本心を知った朋也とようやく和解し、朋也に諭されて実家に帰った。和解後は以前のように息子を呼称付けで呼ばなくなり、呼び捨てるようになった。

### AFTER STORY
岡崎 史乃（おかざき しの）
声 - 麻生美代子
主人公の祖母であり直幸の母親。汐の曾祖母にあたる。旅行で自らの下を訪れた朋也に、息子・直幸の過去と彼の本心の全てを朋也に打ち明けた。アニメ版AFTER STORYのEDでは実家に訪れた岡崎家を優しく出迎えている。
岡崎 汐（おかざき うしお）
声 - こおろぎさとみ
主人公と渚の娘。名前の「汐」という字は「しお」とも読み、海の満ち引きのこと。渚や早苗と違いアホ毛は見られない。渚には「しおちゃん」と呼ばれる。早苗のことは『さん』付けで呼び、秋生のことは『アッキー』と呼んでいる。生まれてから5年間は朋也と疎遠状態だったが、早苗の計画した旅行がきっかけで共に暮らすようになる。渚に似て大人しく礼儀正しい性格で人懐っこく、父である朋也や祖父の直幸にもすぐに懐いた。風子とは仲良し。

### 幻想世界
謎の少女 と ガラクタの人形（僕）
声 - なし（PS2版・劇場版） / 川上とも子（謎の少女・TVアニメ）、矢島晶子（ガラクタの人形・TVアニメ）
物語の冒頭や途中に挿入される「幻想世界」での登場人物で本編全体における重要人物。

## スタッフ
- 企画 - 麻枝准[9]
- シナリオ - 麻枝准[9]、涼元悠一[9]、魁[9]、（丘野塔也）
- 原画 - 樋上いたる[9]
- 音楽 - 折戸伸治、戸越まごめ、麻枝准[9]
- エグゼクティブプロデューサー - 馬場隆博（株式会社ビジュアルアーツ代表取締役社長）

## 主題歌・音楽
オープニングテーマ「メグメル」
作詞・歌 - riya / 作曲 - eufonius / 編曲 - kiku / Mix - 大久保将
エンディングテーマ「-影二つ-」
作詞 - 魁 / 作曲・編曲 - 戸越まごめ / 歌 - riya
挿入歌 『Ana』
作詞 - 萩原ゆう / 作曲 - traditional / 編曲 - 戸越まごめ / 歌 - Lia
オーラスエンドテーマ「小さなてのひら」
作詞・作曲 - 麻枝准 / 編曲 - 戸越まごめ / 歌 - riya

## 批評
ライターの佐藤心は、本作には個々のシナリオで失敗しているとみられる箇所はみられるとしながらも、一ノ瀬ことみのシナリオを除けば全体的にトラウマの描写が禁欲的であることがそれ以前のKey作品からの変容であり、その意識は評価できると述べている。
評論家の更科修一郎は、本作のシナリオライターである麻枝准の傾向として「テーマに対して真正面から向き合うがゆえに、物語上の落とし穴に落ちると、そのミスを引きずって歪んだまま物語が終わってしまう」「ただ、いままではその歪みがカルトな魅力になっていた」ということを指摘しつつ、その傾向が薄くなった本作はそれによって評価がわかれるのだと説明している。
批評家の東浩紀によると、本作と前作の『AIR』はともに「家族の再生」をテーマとしているがその描き方は正反対であるという。『AIR』の場合、主人公が（あるいはプレイヤーが）ヒロインの悲劇を傍観するほかないという構造を持っており、それがプレイヤーであるオタク層に対して「父にはなれない」というラディカルなメッセージとして機能したのに対し（「父になる」とは異性からの承認を受けて社会化するということの比喩）、本作では主人公の岡崎朋也がヒロインの古河渚と結婚するなど「父になれる」という正反対の保守的なメッセージを帯びている。そのため、『AIR』がオタクの解離的な態度に対する批判的な側面を持っていたにもかかわらずヒットしたのに比べると、オタクの欲望を再強化する形のメッセージを帯びた本作がヒットするのはごく自然なことだという。
アダルトゲーム雑誌BugBugの2022年のアンケート「あなたが美少女ゲームにハマるきっかけになったタイトルは？」において、「CLANNAD」が8位となった。

## 劇場版
2007年9月15日に東映アニメーションによる劇場版アニメが公開された。
2006年4月にKeyの公式サイトで製作の決定が発表された。しかし、東映が積極的なPR・宣伝活動を開始したのはその約1年後からである。監督は劇場版『AIR』の監督でもある出崎統が務めている。
前作『AIR』への意見を踏まえてか、本作ではさらに原作に近い構成を意識したつくりとなっている。劇場パンフレット等の解説で、その意向が垣間見える。一方で前作と同じく「もう一つのCLANNAD」というコンセプトは変わらず引き継がれ、独自解釈に基づく世界観や設定の大幅な再構成も行われた。その後、監修であるKeyに確認をとったうえで完成した。上述の通り発表は一年前に行われていたが、製作時間には余裕がなかったという。
上映時間の制約やストーリー進行上、原作の登場キャラクターの多くが削られている。このことはAIRリバイバル上映の際に配られたチラシで、だんご大兄弟のブログ作成者が触れている。ただしことみは台詞なしでゲスト出演しており、風子はデザイン画のみ存在する。
東京単館（ミニシアター）公開作品の週末観客動員数ランキング（ぴあ調べ）で初登場第1位を記録。その後もロングランや公開拡大等が行われた。
2008年3月7日に当作品のDVD版が3種類（通常版、コレクターズエディション、スペシャルエディション）発売された。後者2つは付属特典が異なる。

### 制作スタッフ
- 原作・監修 - ビジュアルアーツ / Key
- 監督 - 出崎統
- 脚本 - 中村誠
- キャラクター原案 - 樋上いたる
- キャラクターデザイン - 門之園恵美
- コスチュームデザイン補 - 堀江由美
- 作画監督 - 大西陽一
- CGディレクター - 吉安徹
- 美術デザイン - 河野次郎
- 美術監督 - 杦浦正一郎
- 色彩設定 - 辻田邦夫
- 原曲 - 折戸伸治、戸越まごめ、麻枝准
- 音楽 - 猪股義周
- 音楽監督 - 鈴木清司
- 音響監督 - 山田知明
- デジタル撮影監督 - 三晃プロダクション 福田岳志、白鳥友和
- 編集 - 後藤正浩
- 製作担当 - 杉本隆一
- 製作 - 東映アニメーション、フロンティアワークス

### 主題歌
オープニングテーマ「メグメル」
作詞・歌 - riya / 作曲 - eufonius / 編曲 - kiku / Mix - 大久保将
エンディングテーマ「小さなてのひら 〜eufonius Ver.〜」
作詞・作曲 - 麻枝准 / 編曲 - 菊地創 / 歌 - eufonius
エンディングテーマ・イメージソング「マルメロ 〜fildychrom〜」
作詞 - riya / 作曲・編曲 - 菊地創 / 歌 - eufonius
エンディングテーマ・挿入歌「だんご だんご だんご」
作詞 - 出崎統 / 作曲・編曲 - 猪股義周 / 歌 - 付属光坂高等学校在校生
スペシャルイメージソング「約束」
作詞 - こさかなおみ / 作曲 - 大森俊之 / 編曲 - 菊地創 / 歌 - Lia
「メグメル 〜frequency⇒e Ver.〜」
作詞・歌 - riya / 作曲 - eufonius / 編曲 - kiku
エンディングは、「小さなてのひら」→「マルメロ」→「だんご だんご だんご」の順で曲がメドレーしていく、なお、前売り券やサウンドトラックに収録されているメグメルのアレンジバージョンである「メグメル 〜frequency⇒e Ver.〜」、そしてイメージソングの「約束」は、本編未使用。
劇中において「だんご だんご だんご」は渚が歌っているが、そのバージョンはコレクターズBOXに収録された。

### その他
- 本編上映に先立ち、渚より劇場内の注意事項について説明アナウンスがなされる。これは、各映画館独自の注意事項アナウンスに追加する形で上映される。渚のほかにも智代・杏バージョンが存在するが、これらは池袋シネマサンシャイン限定だった。なお、これらはDVDスペシャルエディション版特典DVDに収録されている。
- 池袋シネマサンシャインでは最長期間のロングラン公開が行われ、最終上映ではファン感謝祭の開催場所になった。また、公開直前には前作・劇場版『AIR』のリバイバル上映も行われている。
- 本編には登場していないが、『AIR』のリバイバル上映の際には風子のデザイン画が掲載されたチラシが全員に配布されている。
- 後に発売されたサウンドトラックには、前作『AIR』には収録されていた「原作BGMのアレンジバージョン」が収録されず、本作のために製作された楽曲のみとなった。アレンジBGMを収録したCD等は、その後リリースされていない。

## テレビアニメ
本文中の放送期間はTBSを基準とする。

### 概要

#### 第1期『CLANNAD』
TBSおよび系列3局の計4局で2007年10月から2008年3月まで本編22回と番外編1回の全23回が放送された。『AIR』・『Kanon』（第2作）と同じく京都アニメーションがアニメーション制作を担当した。
当初はBS-iでのみ放送と発表されていたが、「TBSアニメフェスタ2007」において急遽TBSで先行し、遅れネットにより毎日放送・中部日本放送の各局でも放送されることが発表され、全国放送であるBS-iでの放送が最も遅れる形となった（アニメ公式サイトもBS-iからTBSへ移動した経緯がある）。
地上波では地デジも含め、画面端をカットした上で違和感が発生しにくいように編集された4:3映像（レンタルDVDはこの形式）で放送された。一方、BS-iでは16:9サイズで放送されるが、共にSD画質にダウンコンバートされたものとなっている。
第1期は原作の「学園編」をベースとして制作された。渚ルートを主軸に、本来はパラレルワールド扱いで時系列が連続しないヒロイン5人の個別ルートを統合し、終盤にクライマックスを置くため、原作を踏襲しつつもストーリー展開に大胆なアレンジがなされた。
一方で渚ルートを主軸にした関係上、統合困難な杏ルートと智代ルートのストーリーが簡略化された。この補完として本編と異なる『もうひとつの世界 智代編』が制作された。これは智代ルートを完結まで描いたものでテレビ放送はされなかったが、2008年5月31日に上映会が開催され、DVD第8巻に収録された。また、杏ルートは後に制作される（詳細は後述）。

#### 第2期『CLANNAD 〜AFTER STORY〜』
前作を放送した4局と第2期から新たにネット局に加わったRKB毎日放送の計5局で2008年10月から2009年3月まで（TBSの場合）本編22回、番外編1回、総集編1回の全24回が放送された。なおスタッフに一部変更あるがキャストに変更は無い。
『電撃G's magazine』2008年5月号および第1期番外編（テレビ放送上の最終回）終了直後に制作発表、「TBSアニメフェスタ2008」にて放送開始の発表があった。放送形態は前作とほぼ同じである。
序盤は原作の「学園編」のうち第1期で触れられなかった物語（サブキャラクターのルートやおまけシナリオ、渚ルートの終盤など）を、中盤以降は原作の『AFTER STORY』を、番外編は『Official Another Story CLANNAD 〜光見守る坂道で〜』の渚編を基として制作された。
また、杏ルートを完結まで描いた『もうひとつの世界 杏編』が制作された。智代編と同様にテレビ放送はされていないが、2009年5月24日に上映会が開催され、DVD第8巻に収録された。

### スタッフ
- 原作 - Key / ビジュアルアーツ
- 監督 - 石原立也
- シリーズ構成 - 志茂文彦
- キャラクター原案 - 樋上いたる
- キャラクターデザイン・総作画監督 - 池田和美
- 美術監督 - 篠原睦雄
- 色彩設計 - 竹田明代
- 撮影監督 - 中上竜太（第1期）、 山本倫（第2期）
- 編集 - 重村建吾
- 音楽 - 折戸伸治、戸越まごめ、麻枝准
- 音響監督 - 鶴岡陽太
- プロデューサー - 中山佳久、中村伸一、太布尚弘、八田陽子
- アニメーション制作 - 京都アニメーション
- 製作協力 - ポニーキャニオン、ムービック、京都アニメーション
- 製作 - 光坂高校演劇部、TBS

### 主題歌
第1期
オープニングテーマ「メグメル 〜cuckool mix 2007〜」
作詞 - riya / 作曲・歌 - eufonius / 編曲 - 菊地創
エンディングテーマ「だんご大家族」
作詞・作曲 - 麻枝准 / 編曲 - たくまる / 歌 - 茶太 / コーラス - 真理絵、くない瓜、Rio、Morrigan、藤枝あかね、茶太、たくまる
第2期
オープニングテーマ「時を刻む唄」
作詞・作曲 - 麻枝准 / 編曲 - ANANT-GARDE EYES / 歌 - Lia
エンディングテーマ「TORCH」
作詞 - 魁 / 作曲 - 折戸伸治 / 編曲 - 福士健太郎 / 歌 - Lia

### 挿入歌
第1期
「風の少女」
作詞 - Key / 作曲 - 戸越まごめ / 編曲 - MANYO / 歌 - riya
「Ana」
作詞 - 萩原ゆう / 作曲 - traditional / 編曲 - 戸越まごめ / 歌 - Lia
「オーバー」
作詞 - Key（麻枝准） / 作曲 - 折戸伸治 / 編曲 - MANYO / 歌 - riya
「-影二つ-」
作詞 - 魁 / 作曲・編曲 - 戸越まごめ / 歌 - riya
第2期
「Ana (full ver.)」
作詞 - 萩原ゆう / 作曲 - traditional / 編曲 - 戸越まごめ / 歌 - Lia
「木漏れ日」
作詞 - Key / 作曲 - 戸越まごめ / 編曲 - たくまる / 歌 - riya
「だんご大家族」
作詞・作曲 - 麻枝准 / 編曲 - たくまる / 歌 - 茶太 / コーラス - 真理絵、くない瓜、Rio、Morrigan、藤枝あかね、茶太、たくまる
「少女の幻想」
作詞 - Key / 作曲 - 戸越まごめ / 編曲 - たくまる / 歌 - riya
「小さなてのひら」
作詞・作曲 - 麻枝准 / 編曲 - 戸越まごめ / 歌 - riya

### 各話リスト
| 話数   | サブタイトル            | 脚本     | 絵コンテ          | 演出              | 作画監督          | 放送日         |
| 第1期  | 第1期                   | 第1期    | 第1期             | 第1期             | 第1期             | 第1期          |
| ------ | ----------------------- | -------- | ----------------- | ----------------- | ----------------- | -------------- |
| 第1回  | 桜舞い散る坂道で        | 志茂文彦 | 石原立也          | 石原立也          | 池田和美          | 2007年 10月4日 |
| 第2回  | 最初の一歩              | 志茂文彦 | 石立太一          | 北之原孝将        | 高橋博行          | 10月11日       |
| 第3回  | 涙のあとにもう一度      | 志茂文彦 | 坂本一也          | 三好一郎          | 植野千世子        | 10月18日       |
| 第4回  | 仲間をさがそう          | 志茂文彦 | 石原立也          | 石原立也          | 西屋太志          | 10月25日       |
| 第5回  | 彫刻のある風景          | 志茂文彦 | 荒谷朋恵          | 荒谷朋恵          | 高橋真梨子        | 11月1日        |
| 第6回  | 姉と妹の創立者祭        | 志茂文彦 | 高雄統子          | 高雄統子          | 池田晶子          | 11月8日        |
| 第7回  | 星形の気持ち            | 志茂文彦 | 北之原孝将        | 北之原孝将        | 堀口悠紀子        | 11月15日       |
| 第8回  | 黄昏に消える風          | 志茂文彦 | 石立太一 石原立也 | 石立太一          | 高橋博行          | 11月22日       |
| 第9回  | 夢の最後まで            | 志茂文彦 | 三好一郎          | 三好一郎          | 植野千世子        | 11月29日       |
| 第10回 | 天才少女の挑戦          | 志茂文彦 | 武本康弘          | 武本康弘          | 西屋太志          | 12月6日        |
| 第11回 | 放課後の狂想曲          | 志茂文彦 | 荒谷朋恵          | 荒谷朋恵          | 高橋真梨子        | 12月13日       |
| 第12回 | かくされた世界          | 志茂文彦 | 高雄統子          | 高雄統子          | 池田晶子          | 12月20日       |
| 第13回 | 思い出の庭を            | 志茂文彦 | 北之原孝将        | 北之原孝将        | 堀口悠紀子        | 2008年 1月10日 |
| 第14回 | Theory of Everything    | 志茂文彦 | 石立太一          | 石立太一          | 秋竹斉一          | 1月17日        |
| 第15回 | 困った問題              | 志茂文彦 | 坂本一也          | 米田光良          | 植野千世子        | 1月24日        |
| 第16回 | 3 on 3                  | 志茂文彦 | 武本康弘          | 武本康弘          | 西屋太志          | 1月31日        |
| 第17回 | 不在の空間              | 志茂文彦 | 坂本一也          | 山田尚子          | 高橋真梨子        | 2月7日         |
| 第18回 | 逆転の秘策              | 志茂文彦 | 高雄統子          | 高雄統子          | 池田晶子          | 2月14日        |
| 第19回 | 新しい生活              | 志茂文彦 | 北之原孝将        | 北之原孝将        | 堀口悠紀子        | 2月28日        |
| 第20回 | 秘められた過去          | 志茂文彦 | 坂本一也          | 石立太一          | 秋竹斉一          | 3月6日         |
| 第21回 | 学園祭にむけて          | 志茂文彦 | 米田光良          | 米田光良          | 植野千世子        | 3月13日        |
| 最終回 | 影二つ                  | 志茂文彦 | 武本康弘          | 武本康弘          | 西屋太志          | 3月20日        |
| 番外編 | 夏休みの出来事          | 志茂文彦 | 山田尚子          | 山田尚子          | 高橋真梨子        | 3月27日        |
| 番外編 | もうひとつの世界 智代編 | 志茂文彦 | 高雄統子          | 高雄統子          | 堀口悠紀子        | -              |
| 第2期  |                         |          |                   |                   |                   |                |
| 第1回  | 夏の終わりのサヨナラ    | 志茂文彦 | 石原立也          | 石原立也 米田光良 | 池田和美          | 10月2日        |
| 第2回  | いつわりの愛をさがして  | 志茂文彦 | 石立太一          | 石立太一          | 植野千世子        | 10月9日        |
| 第3回  | すれちがう心            | 志茂文彦 | 山田尚子          | 山田尚子          | 堀口悠紀子        | 10月16日       |
| 第4回  | あの日と同じ笑顔で      | 志茂文彦 | 米田光良          | 米田光良          | 秋竹斉一          | 10月23日       |
| 第5回  | 君のいた季節            | 志茂文彦 | 武本康弘          | 北之原孝将        | 西屋太志          | 10月30日       |
| 第6回  | ずっとあなたのそばに    | 志茂文彦 | 坂本一也          | 坂本一也          | 髙橋真梨子        | 11月6日        |
| 第7回  | 彼女の居場所            | 志茂文彦 | 坂本一也          | 坂本一也          | 髙橋真梨子        | 11月13日       |
| 第8回  | 勇気ある闘い            | 志茂文彦 | 石立太一          | 石立太一          | 植野千世子        | 11月20日       |
| 第9回  | 坂道の途中              | 志茂文彦 | 北之原孝将        | 北之原孝将        | 西屋太志          | 11月27日       |
| 第10回 | 始まりの季節            | 志茂文彦 | 山田尚子          | 山田尚子          | 高橋博行          | 12月4日        |
| 第11回 | 約束の創立者祭          | 志茂文彦 | 米田光良          | 米田光良          | 秋竹斉一          | 12月11日       |
| 第12回 | 突然の出来事            | 志茂文彦 | 高雄統子          | 高雄統子          | 髙橋真梨子        | 12月18日       |
| 第13回 | 卒業                    | 志茂文彦 | 坂本一也          | 坂本一也          | 植野千世子        | 2009年 1月8日  |
| 第14回 | 新しい家族              | 志茂文彦 | 石立太一          | 石立太一          | 西屋太志          | 1月15日        |
| 第15回 | 夏の名残りに            | 志茂文彦 | 北之原孝将        | 北之原孝将        | 堀口悠紀子        | 1月22日        |
| 第16回 | 白い闇                  | 志茂文彦 | 山田尚子          | 山田尚子          | 高橋博行          | 1月29日        |
| 第17回 | 夏時間                  | 志茂文彦 | 米田光良          | 米田光良          | 秋竹斉一          | 2月6日         |
| 第18回 | 大地の果て              | 志茂文彦 | 高雄統子          | 高雄統子          | 髙橋真梨子        | 2月13日        |
| 第19回 | 家路                    | 志茂文彦 | 坂本一也          | 坂本一也          | 植野千世子        | 2月20日        |
| 第20回 | 汐風の戯れ              | 志茂文彦 | 石立太一          | 石立太一          | 西屋太志          | 2月27日        |
| 第21回 | 世界の終わり            | 志茂文彦 | 北之原孝將        | 北之原孝將        | 堀口悠紀子        | 3月5日         |
| 最終回 | 小さな手のひら          | 志茂文彦 | 石原立也 山田尚子 | 山田尚子          | 池田和美 高橋博行 | 3月12日        |
| 番外編 | 一年前の出来事          | 志茂文彦 | 米田光良          | 米田光良          | 秋竹斉一          | 3月19日        |
| 番外編 | もうひとつの世界 杏編   | 志茂文彦 | 高雄統子          | 高雄統子          | 髙橋真梨子        | -              |
| 総集編 | 緑の樹の下で            | -        | -                 | -                 | -                 | 3月26日        |

### 放送局
| 放送地域   | 放送局             | 放送期間                       | 放送日時                  | 放送系列       | 備考                             |
| 第1期      | 第1期              | 第1期                          | 第1期                     | 第1期          | 第1期                            |
| ---------- | ------------------ | ------------------------------ | ------------------------- | -------------- | -------------------------------- |
| 関東広域圏 | 東京放送           | 2007年10月4日 - 2008年3月27日  | 木曜 25:55 - 26:25        | TBS系列        | 製作局                           |
| 近畿広域圏 | 毎日放送           | 2007年10月13日 - 2008年4月5日  | 土曜 25:55 - 26:25        | TBS系列        | 『アニメシャワー』第1部          |
| 中京広域圏 | 中部日本放送       | 2007年10月17日 - 2008年4月9日  | 水曜 26:45 - 27:15        | TBS系列        |                                  |
| 日本全域   | BS-i               | 2007年10月25日 - 2008年4月3日  | 木曜 25:00 - 25:30        | BSデジタル放送 | 16:9 SD画質                      |
| 日本全域   | TBSチャンネル      | 2009年10月10日 - 12月26日      | 土曜 25:00 - 26:00        | CS放送         | 2話連続放送                      |
| 日本全域   | キッズステーション | 2014年4月14日 - 5月16日        | 月曜 - 金曜 23:30 - 24:00 | CS放送         | リピート放送あり                 |
| 第2期      |                    |                                |                           |                |                                  |
| 関東広域圏 | 東京放送           | 2008年10月2日 - 2009年3月26日  | 木曜 25:59 - 26:29        | TBS系列        | 製作局                           |
| 近畿広域圏 | 毎日放送           | 2008年10月9日 - 2009年4月2日   | 木曜 26:25 - 26:55        | TBS系列        |                                  |
| 福岡県     | RKB毎日放送        | 2008年10月18日 - 2009年4月11日 | 土曜 26:40 - 27:10        | TBS系列        | 4月放送回23話・24話は5分繰り下げ |
| 中京広域圏 | 中部日本放送       | 2008年10月22日 - 2009年4月15日 | 水曜 26:30 - 27:00        | TBS系列        |                                  |
| 日本全域   | BS-i               | 2008年10月23日 - 2009年3月26日 | 木曜 25:00 - 25:30        | BSデジタル放送 | 16:9 SD画質                      |
| 日本全域   | BS-TBS             | 2009年4月2日                   | 木曜 25:00 - 25:30        | BSデジタル放送 | 16:9 SD画質                      |
| 日本全域   | BS-TBS             | 2009年4月11日・4月18日         | 土曜 25:00 - 25:30        | BSデジタル放送 | 16:9 SD画質                      |
| 日本全域   | TBSチャンネル      | 2011年10月2日 - 2012年1月15日  | 日曜 23:00 - 24:00        | CS放送         | 2話連続放送                      |

| 東京放送 木曜25:55枠                 | 東京放送 木曜25:55枠    | 東京放送 木曜25:55枠 |
| 前番組                               | 番組名                  | 次番組               |
| ------------------------------------ | ----------------------- | -------------------- |
| 怪物王女                             | CLANNAD                 | To LOVEる -とらぶる- |
| 東京放送 木曜25:59枠                 |                         |                      |
| To LOVEる -とらぶる- (25:55 - 26:25) | CLANNAD 〜AFTER STORY〜 | けいおん!            |

### その他
第1期
- 放送開始とほぼ同時にTVアニメ『CLANNAD』プロモーションの一環として2007年10月に約1か月間限定で次のイベントが行われた。
  - 10月7日から11月3日までJR東日本中央・総武緩行線のE231系0番台1編成（三鷹車両センター所属・ミツ1編成）に広告電車を運行していた。この「広告電車」は戸袋部分に1両当たり合計8枚の広告が貼られたが、ヘッドマークや車内の中吊り広告の類は設置されなかった。また、この編成を模したBトレインショーティーが2009年3月に発売された。
  - JR秋葉原駅の中央・総武緩行線ホームにあるパンの缶詰自動販売機では各ヒロインを缶詰に描いた「CLANNADパン缶」というタイアップ製品を10月1日から10月31日までの期間限定（売り切れ次第終了）で発売していた。しかし販売期間中は自動販売機前に常に行列が出来て補充後にすぐ売り切れる状態が続き、予定期間の半分である10月15日をもって完売した。

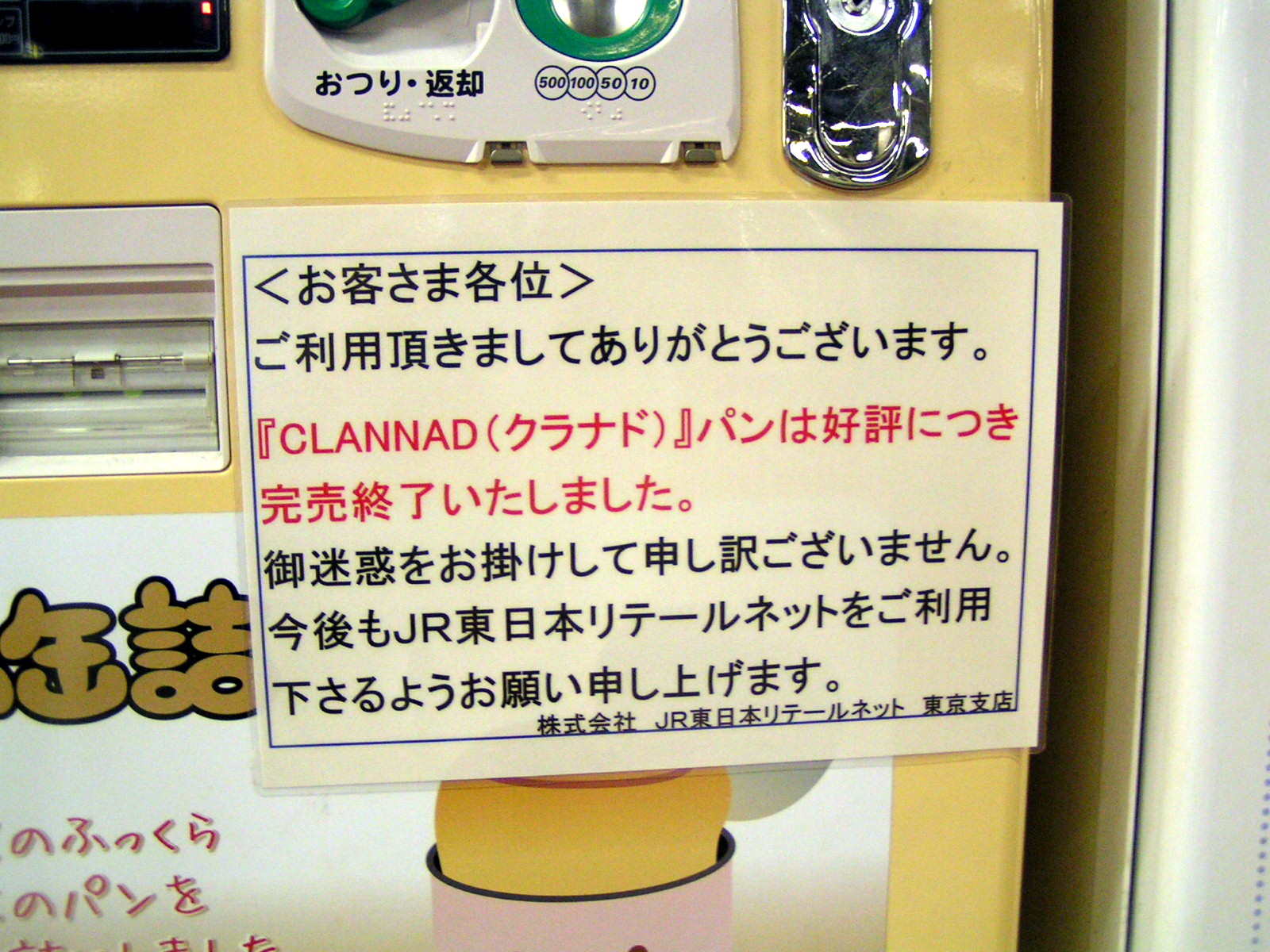
CLANNADパン缶詰自動販売機の完売の貼り紙（2007年11月3日撮影）
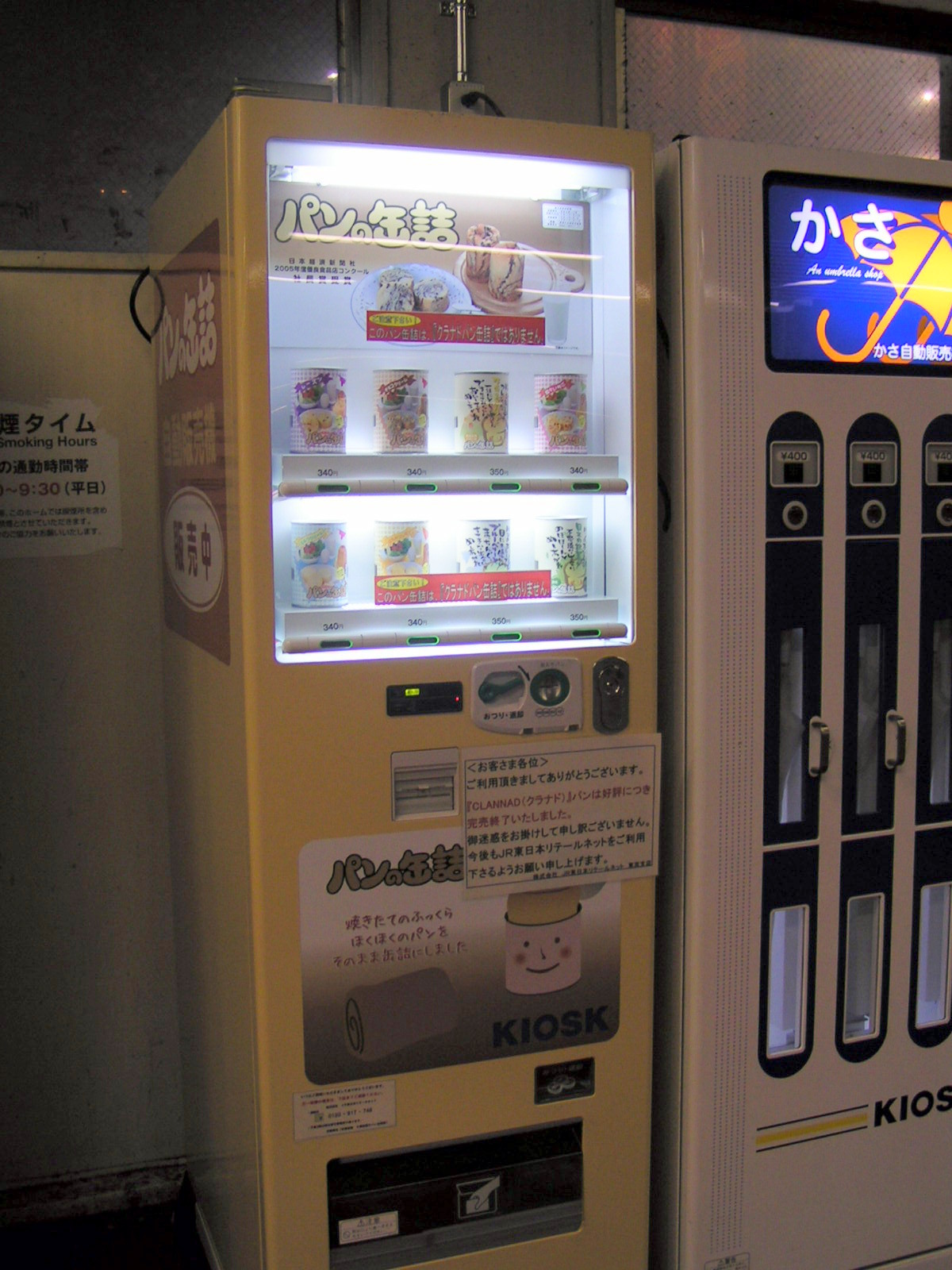
完売後のパン缶詰自動販売機の全体写真。（2007年11月3日撮影）

- アイ・オー・データ機器からパソコン用ワンセグチューナー「SEG CLIP」の「CLANNAD」バージョンとしてGV-SC300(CL)が数量限定で販売されていた。メニュー画面やパッケージにCLANNADのキャラクターがあしらわれている。

第2期
- 前作と同様にJR秋葉原駅の中央・総武緩行線ホームにあるパンの缶詰自動販売機で各ヒロインを缶詰に描いた「CLANNAD AFTER STORY パン缶」というタイアップ製品を10月1日からの期間限定（売り切れ次第終了）で発売していた。しかし昨年同様に売れ行きは好調で期間中は売り切れが続いた。自販機だけでは無く駅構内のキヨスクでも販売された。10月6日にアニメ公式サイトで完売が発表された。
- 第1話が全国で最も早く放送された日の翌日である10月4日に、ゲーマーズ本店とアニメイト秋葉原店前などで、放送内容に合わせた号外新聞が配布されるというサプライズイベントが開催された。
- ロンドンブーツ1号2号の田村淳は2019年3月25日に自身のTwitterで「ヤバイくらいに泣きました…」「CLANNADは人生」とツイートした。

## 関連商品

### 音楽CD
ソララド
ゲームBGMを編曲したうえでボーカル化した楽曲を収録。
CLANNAD arrange album “MABINOGI”
PCゲーム初回版に同梱。単品では発売されていない。ゲームBGMのアレンジ版と「メグメル」のフルコーラス版を収録。
CLANNAD ORIGINAL SOUNDTRACK
3枚組。ゲームBGMと主題歌を収録。ボーカル曲はゲームサイズ版のほか、フルコーラス版と「メグメル」のアレンジ版 (cockool mix) が収録されている。
ソララドアペンド
ゲームBGMを編曲したうえでボーカル化した楽曲を収録。
CLANNAD remix album “memento”
2枚組。ゲームBGMとボーカル曲のリミックスを収録。また、イメージボーカル曲としてriyaの歌う「桜抒曲」が新規収録されている。
CLANNAD/Tomoyo After Piano Arrange Album “ピアノの森”
本作(と「智代アフター」)のゲームBGMのピアノアレンジを収録。
劇場版CLANNAD SOUNDTRACK
劇場版BGMとボーカル曲を収録。
メグメル 〜cuckool mix 2007〜/だんご大家族
テレビアニメ第1期主題歌を収録。
時を刻む唄/TORCH
テレビアニメ第2期 (AFTER STORY) 主題歌を収録。
その他のイメージ曲
- 願いが叶う場所
同名BGMをボーカル化したもの。初収録はLiaのアルバム『Lia*COLLECTION ALBUM Vol.2 Crystal Voice』で、その後、Veil ∞ Aoiがカバーした。
- 汐のための子守歌
CD未収録曲。「願いが叶う場所」に麻枝准が改めて歌詞をつけたもの。key十周年記念イベントの麻枝准ライブで初披露された。

### ドラマCD
フロンティアワークス製作のもの（ドラマCD CLANNAD -クラナド-）とプロトタイプ制作のもの（CLANNAD 光見守る坂道で）と2種類存在する。

#### ドラマCD CLANNAD -クラナド-
このドラマCD独自のオリジナル要素が盛り込まれており、本編ゲームの展開と異なる部分もある。2007年に全5巻で発売。
1. 古河渚 4月25日発売
2. 一ノ瀬ことみ 5月25日発売
3. 伊吹風子 6月22日発売
4. 藤林杏 7月25日発売
5. 坂上智代 8月24日発売

スタッフ
- 原作 - Key/ビジュアルアーツ
- 脚本 - 佐藤和治
- 脚本潤色 - 中村誠
- 演出 - 鳥島和也（エックスワン）
- 音楽 - 折戸伸治、戸越まごめ、Key、岡崎雄二郎
- 音響効果 - 長谷川卓也（サウンドボックス）
- 音響製作 - 山田裕一（ダックスプロダクション）
- 収録スタジオ - ビーライン スタジオ
- プロデューサー - 中村誠
- 製作 - フロンティアワークス

#### CLANNAD 光見守る坂道で
2005年に発売されたオフィシャル外伝エピソード集『Official Another Story CLANNAD 〜光見守る坂道で〜』を本編ゲームと同じ声優陣によりドラマCD化したもの。2007年に全4巻で発売。第1巻は7月25日、第2巻は8月22日、第3巻は9月19日、第4巻は10月24日に発売（販売はアニメイト店頭および通販、アニメイトTV通販、Amazon.co.jpなど少数）。
- 原作 - Key/ビジュアルアーツ
- 脚本 - 麻枝准、涼元悠一、魁、丘野塔也（メディアワークス発行の『Official Another Story CLANNAD 〜光見守る坂道で〜』と同様）
- 演出 - 鳥島和也（エックスワン）
- 音響効果 - 西村洋一（東洋音響）
- 音響制作 - 青二プロダクション
- 録音 - 太田友基（音響ハウス）
- 録音・ダビングスタジオ - 音響ハウス
- 音響プロデューサー - 上保裕資（青二プロダクション）
- エグゼクティブプロデューサー - 馬場隆博
- プロデューサー - 多部田俊夫
- 製作 - プロトタイプ

同作品はPlayStation Portable用ソフトとして前編は2010年6月3日、後編は7月15日発売。その後、Android版の上巻が2011年11月30日、2021年5月20日にはNintendo Switch版が発売された。
内容は「電撃G's magazine」で書かれた全16話のスピンオフストーリーをビジュアル化したもの。前編は1話から8話まで、後編は9話から16話までが収録されている。イラストはごとPが担当。声優キャスト・音楽は本編と同じ。

### 漫画
CLANNAD -クラナド- オフィシャルコミック
みさき樹里作画。ジャイブ刊『月刊コミックラッシュ』で、2005年3月号のプレビュー版掲載を経て同年4月号から2009年4月号まで連載された。単行本は全8巻。
原作からのストーリー上の大きな変更点は無いが、進行が早くテレビアニメ版とはかなり内容が異なる。
1. 2005年11月7日発売、ISBN 4-86176-249-9
2. 2006年6月7日発売、ISBN 4-86176-308-8
3. 2006年12月7日発売、ISBN 4-86176-361-4
4. 2007年10月6日発売、ISBN 978-4-86176-440-0
5. 2007年12月7日発売、ISBN 978-4-86176-466-0
6. 2008年3月7日発売、ISBN 978-4-86176-496-7
7. 2008年10月7日発売、ISBN 978-4-86176-572-8
8. 2009年3月7日発売、ISBN 978-4-86176-642-8

CLANNAD（電撃コミックス版）
しゃあ作画。『電撃G's magazine』2007年8月号にて連載開始→2009年7月号にて『電撃G's magazine』での連載を終了→『電撃G's Festival! COMIC』に移籍。全5巻。
1. 2008年2月発売、ISBN 978-4-8402-4216-5
2. 2009年3月27日発売、ISBN 978-4-04-867712-7
3. 2010年12月18日発売、ISBN 978-4-04-870142-6
4. 2012年3月27日発売、ISBN 978-4-04-886506-7
5. 2014年7月26日発売、ISBN 978-4-04-866713-5

CLANNAD〜光見守る坂道で〜
藤井理乃作画。出版はソフトバンククリエイティブ。後述の同名外伝小説をコミック化したもの（ただし、漫画化されなかった物語もある）。全2巻。
1. 2008年2月21日発売、ISBN 978-4-7973-4665-7
2. 2008年12月20日発売、ISBN 978-4-7973-5213-9

CLANNAD 〜tomoyo dearest〜
『ドラゴンエイジピュア』にて連載。作画は住吉文子。坂上智代を主人公としている。
1. 2008年10月9日発売、ISBN 978-4-04-712570-4

### 外伝小説
Official Another Story CLANNAD 〜光見守る坂道で〜
メディアワークス発行の『電撃G's magazine』にて2004年9月号から2005年10月号まで掲載された、原作ゲームのシナリオを担当したkeyシナリオスタッフ執筆のオフィシャル外伝エピソード14編に、2編を追加してオフィシャル外伝エピソード集として発売。イラストはごとP。2005年11月25日発売。2007年にこれらのエピソードが本編ゲームと同じ声優陣によって、ドラマCD化された。また、PlayStation 3版およびXbox 360版の有料コンテンツでも購入、視聴が可能。
1. 勇気を出して（古河渚編） 著:麻枝准
2. ワンピース（一ノ瀬ことみ編） 著:涼元悠一
3. 男友達（藤林杏編） 著:魁
4. あのころの私（坂上智代編） 著:麻枝准
5. 公子の日記（伊吹風子編） 著:麻枝准
6. ときめく瞬間（藤林椋編） 著:魁
7. 特別な夜（古河秋生編） 著:麻枝准
8. わたしのおにいちゃん（春原芽衣編） 著:丘野塔也
9. いろいろなにおい（ボタン編） 著:魁
10. おまじないのヒミツ（宮沢有紀寧編） 著:麻枝准
11. ふたりの思い出（相楽美佐枝編） 著:麻枝准
12. 先生の思い出（幸村俊夫編） 著:麻枝准
13. 四年前の因果（柊勝平編） 著:魁
14. 古河ベイカーズ再結成（Allキャスト） 著:麻枝准
15. みんなで銭湯（Allキャスト） 著:魁
16. 町の思い（岡崎汐編） 著:麻枝准

CLANNADアンソロジー・ノベル
ジャイブ・JIVE CHARACTER NOVELSより刊行されているアンソロジー作品
1. 2004年9月初版、ISBN 4-86176-000-3
2. 2004年12月初版、ISBN 4-86176-044-5

くらなど。
ハーヴェスト出版・なごみ文庫より刊行されているスピンオフ作品。 水碕睦月・秋月ひろ・秋タカシの共著で、登場人物が全員ちびキャラ化しているのが特徴。
1. 2008年12月初版、ISBN 978-4-434-12419-8
2. 2009年1月初版、ISBN 978-4-434-12420-4
3. 2009年11月初版、ISBN 978-4-434-13611-5

CLANNAD SSS
ハーヴェスト出版・なごみ文庫より刊行されているアンソロジー作品。
1. -opal- 2009年7月初版、ISBN 978-4-434-13197-4
2. -emerald- 2009年8月初版、ISBN 978-4-434-13198-1
3. -sapphire- 2009年9月初版、ISBN 978-4-434-13404-3

### 関連書籍
- 『TVアニメーション CLANNAD ビジュアルファンブック』一迅社、2008年8月27日、ISBN 978-4-7580-1113-6
- 『記録全集 CLANNAD memorial』 (ロマンアルバム) 徳間書店、2009年5月2日、ISBN 978-4-19-720267-6
- 『TVアニメーション CLANNAD AFTERSTORY コンプリートブック』ジャイブ、2009年8月12日、ISBN 978-4-86176-705-0
- 『光の軌跡 〜CLANNAD 10th Anniversary Art Book〜[20]』（英語、日本語）パラダイム、2013年12月26日[注 11]、ISBN 978-4-89490-323-4

### Webラジオ
渚と早苗のおまえにレインボー - 2007年10月5日から2008年10月3日まで音泉で配信されていた。パーソナリティは古河渚役の中原麻衣と古河早苗役の井上喜久子。渚と早苗と秋生のおまえにハイパーレインボー - 上記番組終了後番組をリニューアル、パーソナリティに古河秋生役の置鮎龍太郎を加えて翌週の2008年10月10日から2009年4月10日まで配信された。

### クロスオーバーアニメ
かぎなど
2021年10月放送予定のテレビアニメ。keyの歴代作品が共演するクロスオーバー作品。
担当声優はテレビアニメ版に準じている。

## 英語/簡体中国語版
CLANNAD Official English Releaseにより公式でKickstarterを介して2014年11月11日から開始された企画であり、11月11日の出資開始から数時間足らずで目標金額である140,000ドルに達し、13日の時点で2000万円以上が集まった。ビジュアルアーツ社長の馬場隆博は、本人のTwitter上で感謝を述べている。11月27日にはチャレンジ目標の追加が発表され、PayPal対応ページが加わり、更に出資額に基づく特典が加わった。12月19日には30万ドルを達成し、12月22日に32万ドル達成しPC初移植となる『光見守る坂道で』を特典として企画が決まった。
2015年1月1日には38万ドルを達成してオリジナルのアンソロコミックが確定し、1月2日には40万ドルを達成している。そして、出資期限は1月10日の午前3時48分（This project will be funded on Sat, Jan 10 2015 3:48 AM +09:00.）にて終了した。
投資結果（『CLANNAD』のクラウドファンディング）は、支援総額kickstarter $541,161（5819名）、PayPal $10,820（180名）、合計$551,981（5999名） となった。
2014年の英語版によるKickstarterのファンディングは本作のほか、『グリザイア三部作とスピンオフ作品（果実・迷宮・楽園・アイドル魔法少女 ちるちる☆みちる）』がある。
2015年11月24日にSteamをプラットホームにリリース開始。インターフェースと字幕は英語にて、音声は日本語によるフルボイスとなっており、現在のところ日本語テキストは未収録。2019年10月18日には簡体中国語がサポートされた。